# Juan Bautista Borja
Juan Bautista Borja (Altea, 3 de febrero de 1970)es un expiloto español de motociclismo de velocidad que compitió internacionalmente durante la década de 1990. Fue Campeón de Europa en la categoría de 125 cc en 1992.

## Biografía
Una vez ganado el título europeo, la temporada de 1992 debutó en el Campeonato Mundial, también pilotando una Honda en la categoría de 125 cc. En 1993 pasó a la categoría de 250 cc y en 1995 a la de 500 cc.
A partir de 2000 pasó a competir en el Campeonato Mundial de Superbikes.

## Resultados en el Campeonato del Mundo
Sistema de puntuación en 1992:
| Posición | 1.º | 2.º | 3.º | 4.º | 5.º | 6.º | 7.º | 8.º | 9.º | 10.º |
| Puntos   | 20  | 15  | 12  | 10  | 8   | 6   | 4   | 3   | 2   | 1    |

Sistema de puntuación de 1993 hasta 2022:
| Posición | 1.º | 2.º | 3.º | 4.º | 5.º | 6.º | 7.º | 8.º | 9.º | 10.º | 11.º | 12.º | 13.º | 14.º | 15.º |
| Puntos   | 25  | 20  | 16  | 13  | 11  | 10  | 9   | 8   | 7   | 6    | 5    | 4    | 3    | 2    | 1    |

### Carreras por año
| Año  | Cat.  | Moto            | 1       | 2       | 3       | 4       | 5       | 6       | 7       | 8       | 9      | 10      | 11      | 12      | 13      | 14      | 15      | 16    | Pts. | Pos. |
| ---- | ----- | --------------- | ------- | ------- | ------- | ------- | ------- | ------- | ------- | ------- | ------ | ------- | ------- | ------- | ------- | ------- | ------- | ----- | ---- | ---- |
| 1992 | 125cc | Honda           | JAP     | AUS     | MAL     | ESP     | ITA     | EUR 14  | ALE     | NED     | HUN    | FRA     | GBR     | BRA     | RSA     |         |         |       | 0    | -    |
| 1993 | 250cc | Honda           | AUS Ret | MAL Ret | JAP 23  | ESP 17  | AUT Ret | ALE 15  | NED NP  | EUR     | RSM    | GBR 18  | CZE Ret | ITA Ret | USA 12  | FIM Ret |         |       | 5    | 29.º |
| 1994 | 250cc | Honda y Aprilia | AUS 22  | MAL Ret | JAP Ret | ESP     | AUT     | ALE     | NED     | ITA     | FRA 18 | GBR Ret | CZE 15  | USA 15  | ARG 13  | EUR 18  |         |       | 5    | 30.º |
| 1995 | 500cc | ROC Yamaha      | AUS Ret | MAL 9   | JAP 7   | ESP 9   | ALE 10  | ITA 16  | NED 10  | FRA Ret | GBR 8  | CZE 12  | RIO Ret | ARG 11  | EUR Ret |         |         |       | 52   | 12.º |
| 1996 | 500cc | Team Elf        | MAL 10  | IDN Ret | JAP 18  | ESP 11  | ITA Ret | FRA Ret | NED 9   | ALE Ret | GBR 8  | AUT 10  | CZE NP  | IMO Ret | CAT Ret | RIO 14  | AUS Ret |       | 34   | 14.º |
| 1997 | 125cc | Honda           | MAL 14  | JAP Ret | ESP NP  | ITA Ret | AUT 12  | FRA 9   | NED 15  | IMO Ret | ALE 8  | RIO Ret | GBR 8   | CZE Ret | CAT 9   | IDN Ret | AUS Ret |       | 37   | 17.º |
| 1998 | 500cc | Honda           | JAP 15  | MAL Ret | ESP Ret | ITA Ret | FRA 14  | MAD Ret | NED Ret | GBR NP  | ALE    | CZE 17  | IMO 17  | CAT Ret | AUS 16  | ARG 18  |         |       | 3    | 32.º |
| 1999 | 500cc | Honda           | MAL 8   | JAP 11  | ESP 9   | FRA 7   | ITA 9   | CAT 5   | NED 8   | GBR 7   | ALE 10 | CZE 12  | IMO Ret | VAL Ret | AUS 17  | RSA 5   | RIO Ret | ARG 9 | 92   | 12.º |

| Color     | Resultado                                                               |
| --------- | ----------------------------------------------------------------------- |
| Oro       | Ganador                                                                 |
| Plata     | 2.ª plaza                                                               |
| Bronce    | 3.ª plaza                                                               |
| Verde     | Finalizó en los puntos                                                  |
| Azul      | Finalizó sin puntos                                                     |
| Azul      | NC - No clasificado                                                     |
| Violeta   | Ret - No terminó (Carrera)                                              |
| Rojo      | DNQ - No se clasificó                                                   |
| Negro     | DSQ - Descalificado                                                     |
| Blanco    | DNS - No empezó (carrera)                                               |
| Blanco    | WD - Retirado (fin de semana)                                           |
| Blanco    | C - Carrera cancelada                                                   |
| Sin color | DNP - Inscrito pero no participó                                        |
| Sin color | INJ - Lesionado                                                         |
| Sin color | EX - Excluido                                                           |
| Estado    | Resultado                                                               |
| Negrita   | Pole position                                                           |
| Cursiva   | Vuelta rápida                                                           |
| †         | Abandona, pero clasifica al completar el porcentaje requerido para ello |